# Dacia Logan
Osobní automobil Dacia Logan (v Rusku, Iráku a Jižní Americe označený Renault Logan, v Mexiku jako Nissan Aprio a v Íránu jako Renault Tondar) společně vyrábí rumunská automobilka Dacia a francouzská automobilka Renault. Vyrábí se i jako dodávka nebo pick-up, nejčastější jsou však obyčejné rodinné vozy.
Dacia Logan mělo být levné auto, které mělo nahradit zastaralé Dacie 1300/1310 vycházející z Renaultu 12. Logan je výsledek projektu X90 z roku 1999. Začal se vyrábět v roce 2004.
V roce 2012 byla na pařížském autosalonu představena zcela nová verze Logan II.
| Rok       | 2004   | 2005    | 2006    | 2007    | 2008    |
| --------- | ------ | ------- | ------- | ------- | ------- |
| Počet aut | 28 592 | 150 433 | 196 708 | 230 473 | 242 415 |

## Modely

### Logan MCV

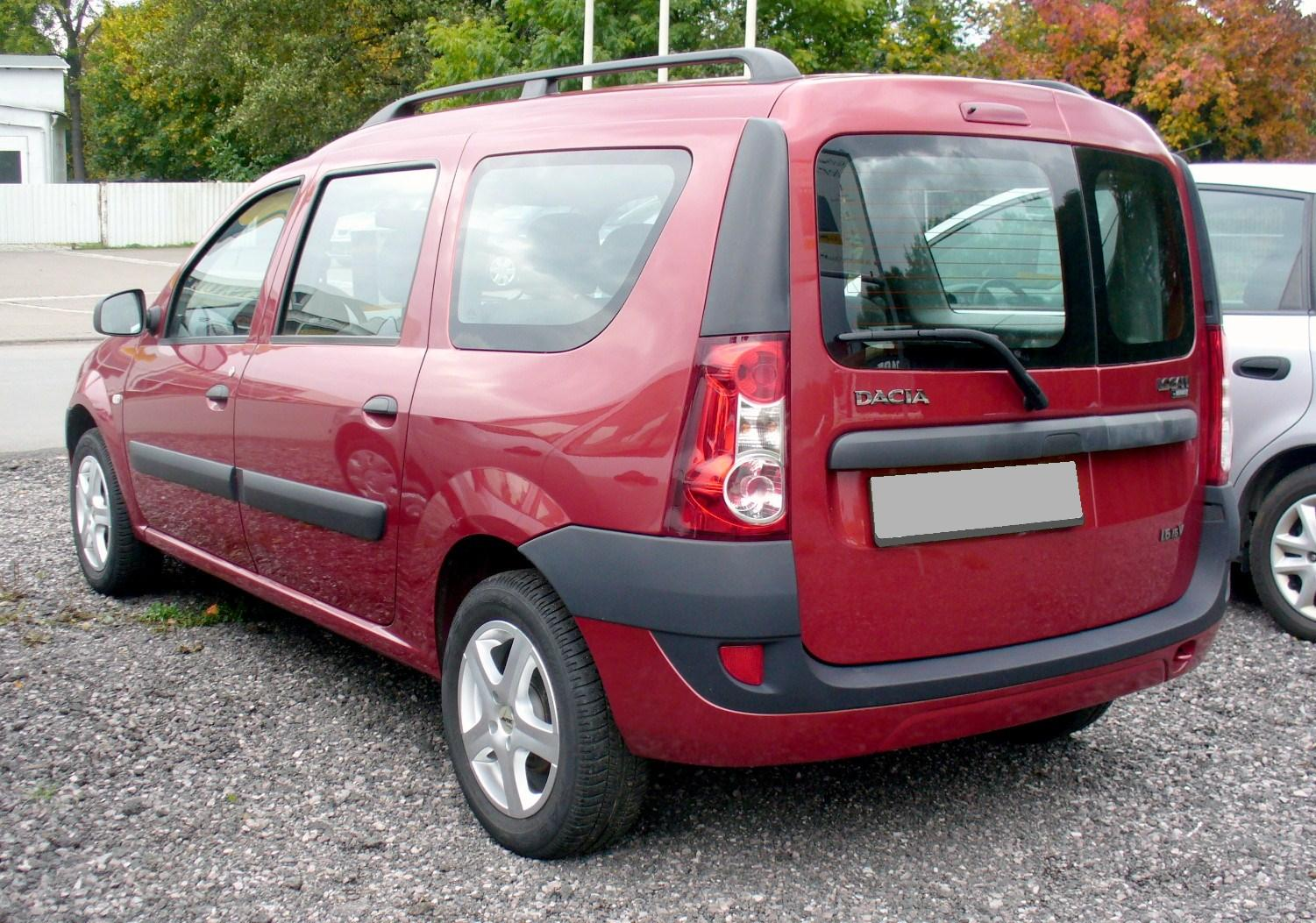
Dacia Logan MCV

Logan MCV byl představen v roce 2006 v Paříži. Je to kombi verze Loganu sedan. Prodávat se začal v říjnu 2006 v Rumunsku, stojí mezi 8200 € a 11600 €, v jiných zemích se prodává od roku 2007.

### Logan VAN
Logan VAN se byl představen 23. ledna 2007 v Bukurešti. Objem zavazadlového prostoru je 2500 l a užitečná hmotnost 800 kg.

### Logan Pickup

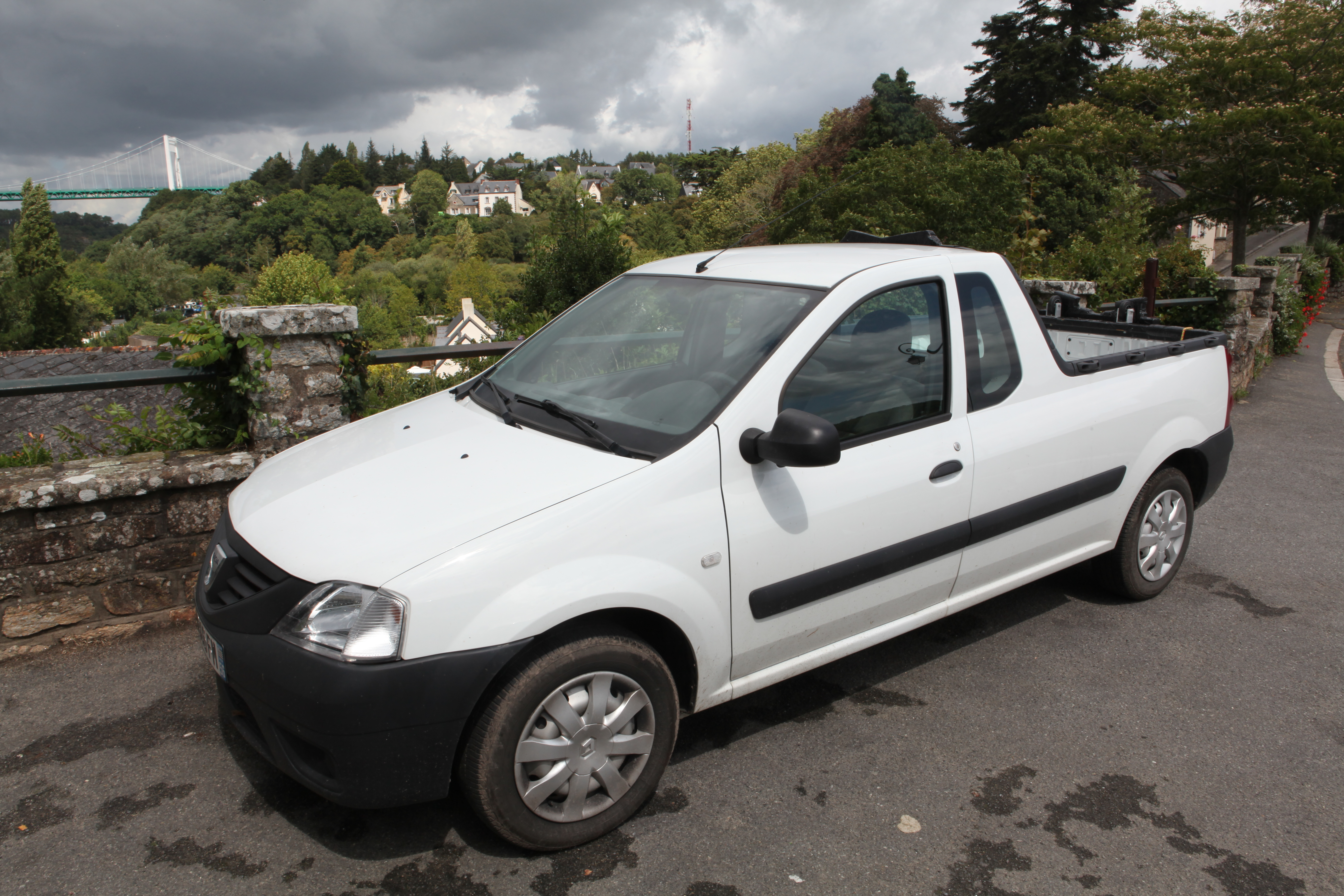
Dacia Logan Pickup

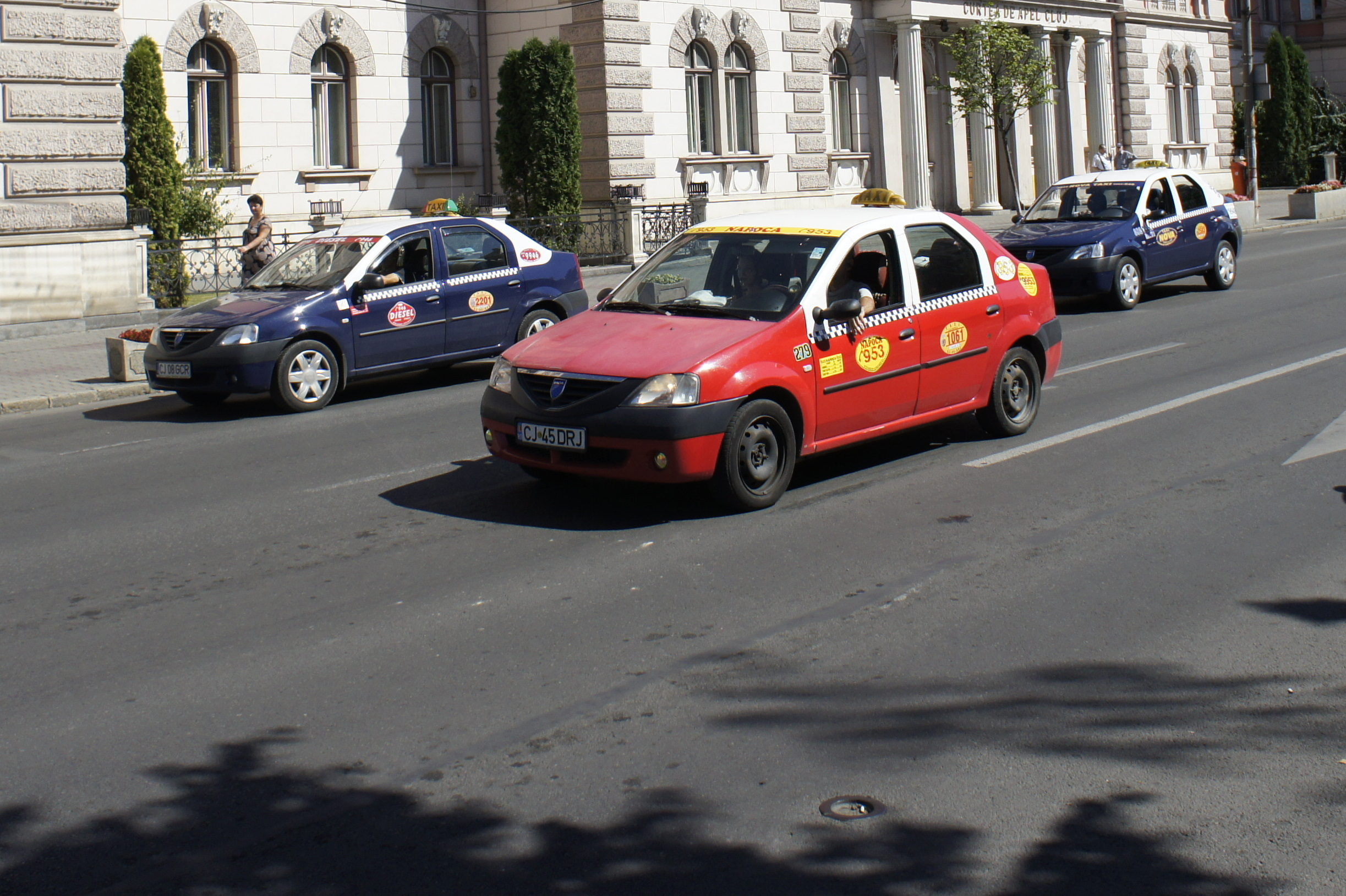
Taxi (Rumunsko)

Verze pickup byla představena 10. října 2007. Prodává se od roku 2008.

## Motory
| Název            | Výkon (kW / PS)  | Objem (cm3)      | Max. rychlost (km/h) | Spotřeba (l/100 km) | Verze                                     | Emisní norma                   |
| Benzínové motory | Benzínové motory | Benzínové motory | Benzínové motory     | Benzínové motory    | Benzínové motory                          | Benzínové motory               |
| ---------------- | ---------------- | ---------------- | -------------------- | ------------------- | ----------------------------------------- | ------------------------------ |
| 1.2 16V          | 55 / 75          | 1149             | 161                  | 5,9                 | sedan (v ČR od podzimu 2010)              | Euro 5                         |
| 1.4 MPI          | 55 / 75          | 1390             | 162                  | 6,9                 | sedan a kombi MCV (do podzimu 2010)       | Euro 4                         |
| 1.6 MPI          | 64 / 87          | 1598             | 175                  | 7,3                 | všechny verze (do podzimu 2010)           | Euro 4                         |
| 1.6 16v          | 77 / 105         | 1598             | 183                  | 7,1                 | sedan ve výbavě Prestige a kombi MCV      | Euro 4, od podzimu 2010 Euro 5 |
| 1.6 MPI          | 62 / 84          | 1598             | 163                  | 7,3                 | kombi MCV, Pick-up, Van (od podzimu 2010) | Euro 5                         |
| Dieselové motory |                  |                  |                      |                     |                                           |                                |
| 1.5 dCi          | 50 / 68          | 1461             | 158                  | 4,7                 | všechny verze (do podzimu 2010)           | Euro 4                         |
| 1.5 dCi          | 63 / 85          | 1461             | 167                  | 4,6                 | všechny verze (do podzimu 2010)           | Euro 4                         |
| 1.5 dCi FAP      | 55 / 75          | 1461             | 157                  | 4,8                 | kombi MCV (od podzimu 2010)               | Euro 5                         |
| 1.5 dCi FAP      | 65 / 90          | 1461             | 165                  | 4,8                 | kombi MCV (od podzimu 2010)               | Euro 5                         |

## Závodní verze

### Logan S2000
Logan S2000 byl třetím dokončeným vozem pro tuto kategorii závodů rallye. Vůz však nebyl zatím nasazen do závodů a byl pouze testován. Automobilka Renault uvažovala, že komponenty využité v tomto speciálu využije pro závodní vůz Renault.

## Nový Logan MCV
Logan MCV je pětimístný vůz se zavazadlovým prostorem o objemu 573 l. Opěradlo zadního sedadla je dělené (1/3-2/3) a sklopné. Práh zavazadlového prostoru je nízký.